# Ladário
Ladário, amtlich portugiesisch Município de Ladário, ist eine Enklave in der Stadt Corumbá im brasilianischen Bundesstaat Mato Grosso do Sul. Die Gemeinde hatte zum 1. Juli 2019 geschätzt 23.331 Einwohner, die Ladarenser (ladarensea) genannt werden und auf einer Gemeindefläche von rund 354,3 km² leben. Die Entfernung zur Hauptstadt Campo Grande beträgt 421 km. Die Gemeinde liegt im UNESCO-Welterbe Pantanal.
Der Ort wurde 1778 als Militärlager gegründet und erhielt den Namen Vila de Nossa Senhora da Conceição de Albuquerque. 1873 erfolgte ein weiterer Ausbau auf der rechten Flussseite des Rio Paraguai. Von 1896 bis 1953 war es ein Distrikt des Munizips Corumbá. Eigenständige Stadtrechte erhielt die Gemeinde 1954.